# Mezjdunarodnyj aeroport "Issyk-Kul"
Mezjdunarodnyj aeroport "Issyk-Kul" (ryska: Международный аэропорт "Иссык-Куль") är en flygplats i Kirgizistan.   Den ligger i distriktet Issyk-Kulskij Rajon och oblastet Ysyk-Köl Oblusu, i den nordöstra delen av landet, 180 km öster om huvudstaden Bisjkek. Mezjdunarodnyj aeroport "Issyk-Kul" ligger 1 647 meter över havet. Den ligger vid sjön Issyk-Kul.
Terrängen runt Mezjdunarodnyj aeroport "Issyk-Kul" är varierad.